# Dzierżno (województwo kujawsko-pomorskie)
Dzierżno – wieś w Polsce położona w województwie kujawsko-pomorskim, w powiecie brodnickim, w gminie Brodnica.
W latach 1975–1998 miejscowość należała administracyjnie do województwa toruńskiego.

## Demografia
Według Narodowego Spisu Powszechnego (III 2011 r.) liczyło 148 mieszkańców. Jest piętnastą co do wielkości miejscowością gminy Brodnica.